# Renata Zienkiewicz
Renata Zienkiewicz (geboren am 9. April 1967 in Kościerzyna) ist eine ehemalige polnische und deutsche Handballspielerin. Sie wurde 1993 mit der deutschen Nationalmannschaft Weltmeisterin.

## Vereinskarriere
Die auf der Position linker Rückraum eingesetzte Renate Zienkiewicz, geboren in der Volksrepublik Polen, spielte bis zu ihrer Übersiedlung in die Bundesrepublik Deutschland in Gdańsk Handball. Mit den deutschen Vereinen TV Lützellinden und TuS Walle Bremen gewann sie fünf deutsche Meistertitel und vier DHB-Pokal-Wettbewerbe.
Später war sie auch noch für SC Germania List (1998–2000), SC Buntekuh (2000–2004) und SV Eidelstedt (2004–2005) aktiv.

## Nationalmannschaft
Sie spielte 90 Länderspiele für die polnische Nationalmannschaft. Nach ihrer Einbürgerung in Deutschland 1988 stellte der Deutsche Handballbund sie auch für die deutsche Nationalmannschaft auf. Sie zählte zum deutschen Team, das die Weltmeisterschaft 1993 gewann.

## Ehrungen
Renata Zienkiewicz war im Jahr 2000 Sportlerin des Jahres in Hannover.